# Sergej Lichačëv
Sergej Aleksandrovič Lichačëv, accreditato come Sergei Likhachev dalla ATP (in russo Сергей Александрович Лихачёв?; Baku, 20 marzo 1940 – Mosca, 18 ottobre 2016), è stato un tennista sovietico.

## Carriera
Nei tornei del Grande Slam ha ottenuto il suo miglior risultato raggiungendo i quarti di finale di doppio a Wimbledon nel 1963 e all'Open di Francia nel 1972, dove ha raggiunto anche i quarti di finale di doppio misto nello stesso anno.
In Coppa Davis ha giocato un totale di 37 partite, collezionando 26 vittorie e 11 sconfitte. Per la sua costanza nel rappresentare il proprio Paese nella competizione è stato insignito del Commitment Award.